# The Macra Terror
The Macra Terror es el séptimo serial de la cuarta temporada de la serie británica de ciencia ficción Doctor Who, emitido originalmente en cuatro episodios semanales del 11 de marzo al 1 de abril de 1967. Está protagonizada por el Segundo Doctor, Ben, Polly y Jamie que investigan un misterio en una colonia humana en un planeta del futuro. Presenta la raza alienígena de los Macra.

## Argumento
El Segundo Doctor, Ben, Polly y Jamie, preocupados por la imagen que han visto en el escáner de la TARDIS de una garra gigante amenazadora, llegan a un planeta sin nombre en una colonia terrícola del futuro. Les recibe Medok, un colono medio loco, que es rápidamente arrestado por Ola, jefe de la policía. Los viajeros vuelven con Ola a la colonia, que está en medio de un festival, y que parece similar a un campamento de verano. El Doctor permanece escéptico sobre la vida en la colonia, nervioso por la aparentemente falsa naturaleza de la sociedad, y nada convencido por las promesas del piloto de la colonia y los buenos deseos del misterioso director de la misma, que aparece en una pantalla de televisión para darle la bienvenida a los nuevos invitados allí.
Medok se pasea ante los colonos como un ejemplo de desviación por perder la alegría. Intenta avisar a los colonos de horribles criaturas que la infestan por la noche con sus garras espantosas. El Doctor le libera de la celda en que le han puesto, pero Medok escapa de él y el piloto y Ola le acusan de ser cómplice de un criminal. Le liberan con la condición de que sus amigos y él hagan trabajo duro en la mina cercana, donde se extrae un gas que es venenoso para los humanos pero aun así es vital para ellos.
El Doctor se escapa y encuentra a Medok, que explica que la colonia está infestada de insectos gigantes que aparecen por la noche. Cuando otros los han visto han sido hospitalizados y les han lavado el cerebro, pero Medok ha logrado escapar a este destino. Llega el toque de queda nocturno y los otros viajeros del tiempo se retiran a sus cuartos. El Doctor y Medok aprovechan la oportunidad para investigar, y encuentran un Macra, una criatura gigante parecida a un cangrejo, deambulando por la colonia.
Los dos son rápidamente capturados y llevados ante el piloto, pero el Doctor es liberado cuando Medok dice que el Doctor solo intentaba convencerle de entregarse. Después, el director le dice al piloto que hipnotice a los cuatro recién llegados para que empiecen a pensar como los demás en la colonia. Polly y Jamie se resisten al proceso de adaptación, pero Ben sucumbe, convirtiéndose en un trabajador entusiasta en las minas de la colonia. Llama a Ola, que arresta al Doctor y a Jamie por manipular el equipo de hipnosis.
Cuando Polly empieza a investigar es capturada por el Macra, y sus gritos de terror son algo lo suficientemente fuerte para romper el condicionamiento de Ben y este la rescata. Cuando se reúnen con el Doctor y Jamie, su historia es suficiente para convencer al piloto de que los cuatro son una influencia peligrosa para la colonia y que deben ser controlados. Llama a control para que restaure el orden, pero cuando se enciende la pantalla, no es el atractivo y joven director el que habla, sino un hombre anciano y aterrorizado que es arrastrado por una garra gigante.
El piloto se muestra brevemente perturbado, pero recupera la compostura y hace que arresten una vez más a los cuatro viajeros del tiempo, aunque el condicionamiento de Ben ha vuelto por sí mismo y le dejan ir libre. El Doctor, Polly y Jamie son sentenciados a trabajos forzados en el grupo del peligro, en la parte más traicionera de la mina. Medok también ha sido confinado en esta área, después de que su procesamiento en el hospital haya fallado. Les avisa que el índice de mortalidad es muy alto en esta parte de la mina. El Doctor es abandonado en la parte superior mientras que los otros se aventuran en los trabajos más profundos de la mina. Jamie y Medok logran escapar, pero el último es atrapado por una garra Macra y arrastrado hacia la muerte. Jamie se encuentra frente a frente con un Macra gigante, que parece estar dormido hasta que hay un escape del nocivo gas, que le rejuvenece. Otros Macras aparecen pronto y las criaturas avanzan hacia Jamie.
De vuelta a la superficie, el Doctor usa su astucia para sembrar la duda sobre la verdad del planeta en los colonos y en Ben, cuyo condicionamiento está debilitándose. El Doctor adivina que el flujo del gas parece ser la clave de la situación e ingeniosamente lo invierte al área de control de la mina. Polly ha alcanzado la superficie y el Doctor calcula que puede conseguir tiempo a Jamie para que escape de la mina también. El elevado flujo de oxígeno debilita a los Macra, permitiendo a Jamie evitarlos y escapar. El Doctor y Polly invaden el área de control y encuentran que ha sido tomada por Macras. Se da cuenta de que el gas venenoso es vital para los Macra y que la colonia entera es una fachada para la producción del mismo, y que a los colonos humanos les han lavado el cerebro para servir a los Macras creyendo que obedecen a control.
El jefe de seguridad Ola demanda que los viajeros sean castigados por desobedecer al control, pero el Doctor convence al piloto para que le acompañe al centro de control. El piloto ve al Macra por sí mismo, y su condicionamiento se rompe. En una última jugada, la voz de Control hace que Ola ponga al Doctor, al piloto, Polly y Jamie en una zona de la mina donde una mezcla de gases combustibles está a punto de explotar. Ben, que finalmente se ha librado de la hipnosis, les libera, y con algo de manipulación de las tuberías de gas envían la mezcla de combustibles al centro de control. Cuando el gas explota, todos los Macra mueren. Mientras la colonia se convierte una vez más en un feliz campamento de verano, los viajeros en el tiempo se marchan.

### Continuidad
- Los Macra hicieron una aparición televisiva más 40 años más tarde en el episodio del Décimo Doctor Atasco, emitido en 2007.[1]

## Producción
| Episodio          | Fecha de emisión    | Duración | Espectadores en millones | Estado en el archivo              |
| ----------------- | ------------------- | -------- | ------------------------ | --------------------------------- |
| Episodio 1        | 11 de marzo de 1967 | 22:58    | 8,0                      | Solo quedan fotogramas y el audio |
| Episodio 2        | 18 de marzo de 1967 | 23:21    | 7,9                      | Solo quedan fotogramas y el audio |
| Episodio 3        | 25 de marzo de 1967 | 23:24    | 8,5                      | Solo quedan fotogramas y el audio |
| Episodio 4        | 1 de abril de 1967  | 24:41    | 8,4                      | Solo quedan fotogramas y el audio |
| [ 2 ] [ 3 ] [ 4 ] |                     |          |                          |                                   |

- Entre los títulos provisionales de esta historia se encuentran The Spidermen (Los hombres araña) y The Macras (Los Macras).[5]
- Anneke Wills llevó extensiones en el pelo para las primeras escenas del serial, ya que se había hecho un nuevo corte de pelo. Se introdujo el corte de pelo en la historia como parte del régimen de refresco de Polly en la colonia.[4]
- Esta historia introdujo el primer cambio en la cabecera desde que comenzó la serie. La nueva cabecera por el diseñador de títulos Bernard Lodge y el ingeniero Ben Palmer el 9 de diciembre de 1966. Por primera vez, apareció la cara del actor protagonista, Patrick Troughton, entre las tramas de luz de la cabecera.[6]
- Después de interpretar a Chicki en el primer episodio, Sandra Bryant pidió que le rescindieran el contrato para poder aceptar otro trabajo. Karol Keyes ocupó su lugar en el episodio final.[5]
- Todos los episodios de The Macra Terror se perdieron de los archivos de la BBC.[7]